# Anthology: 1995-2010
Anthology: 1995-2010 è un album di raccolta del cantautore statunitense Prince, pubblicato il 17 agosto 2018 digitalmente dalla NPG Records, in associazione con Legacy Recordings, attraverso le piattaforme di streaming tra cui Spotify e Apple Music.
Si tratta della seconda pubblicazione dopo la morte dell'artista, avvenuta il 21 aprile 2016.

## Descrizione
La raccolta è stata pubblicata insieme alla maggior parte degli album di Prince da The Gold Experience del 1995 a 20Ten del 2010 messi a disposizione per la prima volta su piattaforme di streaming al di fuori di Tidal, che in precedenza era l'unico servizio di streaming ad avere diritti esclusivi sul catalogo di quell'epoca. L'album è stato curato con l'aiuto della "Prince Estate" e comprende 37 canzoni.

## Tracce
1. Emancipation – 4:13 – Emancipation (1996)
2. Black Sweat – 3:11 – 3121 (2006)
3. P. Control – 5:59 – The Gold Experience (1995)
4. Crucial – 5:08 – Crystal Ball (1998)
5. The Love We Make – 4:39 – Emancipation
6. Eye Hate U – 6:07 – The Gold Experience
7. The Greatest Romance Ever Sold – 5:33 – Rave Un2 the Joy Fantastic (1999)
8. Eye Love U, But Eye Don't Trust U Anymore (featuring Ani DiFranco) – 3:36 – Rave Un2 the Joy Fantastic
9. Gold – 7:22 – The Gold Experience
10. Guitar – 3:45 – Planet Earth (2007)
11. Dream Factory – 3:07 – Crystal Ball
12. The Work, pt. 1 – 4:28 – The Rainbow Children (2001)
13. Call My Name – 5:15 – Musicology (2004)
14. Strays of the World – 6:06 – Crystal Ball
15. Shhh – 7:17 – The Gold Experience
16. Dreamer – 5:32 – LOtUSFLOW3R (2009)
17. Chaos and Disorder – 4:19 – Chaos and Disorder (1996)
18. Endorphinmachine – 4:06 – The Gold Experience
19. Musicology – 4:24 – Musicology
20. Northside – 6:31 – The Slaughterhouse (2004)
21. When Eye Lay My Hands on U – 3:40 – The Chocolate Invasion (2004)
22. Beautiful Strange – 4:55 – Rave In2 the Joy Fantastic (2001)
23. Future Soul Song – 5:08 – 20Ten (2010)
24. Empty Room (live from One Nite Alone... Tour 2002) – 4:00 – C-Note (2003)
25. 3rd Eye – 4:54 – The Truth (1998)
26. U're Gonna C Me – 5:16 – One Nite Alone... (2002)
27. Dinner with Delores – 2:46 – Chaos and Disorder
28. Ol' Skool Company – 7:30 – MPLSound (2009)
29. 4ever – 3:47 – Lotusflow3r
30. West – 14:00 – N.E.W.S (2003)
31. Xpedition – 8:23 – Xpectation (2003)
32. Muse 2 the Pharaoh – 4:21 – The Rainbow Children
33. Somewhere Here on Earth – 5:45 – Planet Earth
34. U Make My Sun Shine (with Angie Stone) – 7:05 – The Chocolate Invasion
35. 1+1+1 Is 3 – 5:17 – The Rainbow Children
36. Chelsea Rodgers – 5:41 – Planet Earth
37. We March – 4:49 – The Gold Experience